# Irina Shayk
Irina Shayk, właśc. Irina Walerjewna Szajchlisłamowa, ros. Ирина Валерьевна Шайхлисламова (ur. 6 stycznia 1986 w Jemanżelinsku) – rosyjska modelka.

## Życiorys

### Wczesne lata
Irina Szajchlisłamowa urodziła się w Jemanżelinsku (obwód czelabiński) w Rosji jako córka pianistki uczącej w przedszkolu i górnika. Jej ojciec był Tatarem, jej matka jest Rosjanką. Ma starszą siostrę Tatjanę. Szajchlisłamowa rozpoczęła grę na fortepianie w wieku 6 lat. W wieku dziewięciu lat kontynuowała naukę w szkole muzycznej, uczyła się tam 7 lat. Grała na fortepianie i śpiewała w chórze. Gdy miała 14 lat, jej ojciec zmarł z powodu powikłań wywołanych zapaleniem płuc. Po ukończeniu szkoły średniej studiowała marketing. 

### Kariera
W 2004 roku wygrała konkurs piękności „Miss Czelabińsk”. Profesjonalną karierę rozpoczęła w wieku 19 lat, pracując jako modelka w Paryżu. W maju 2009 podpisała kontrakt z agencją IMG. W 2010 została ambasadorką marki Intimissimi. Jej inne kontrakty z tego okresu obejmowały m.in. Beach Bunny, Victoria’s Secret, Guess i Lacoste. W 2011 została uznana „najseksowniejszą kobietą świata” przez węgierskie czasopismo „Periodika”. Zajęła 10. pozycję w rankingu „20 najseksowniejszych kobiet” sporządzonym przez redakcję serwisu Models.com. W 2014 wystąpiła w filmie Herkules jako Megara.

## Życie prywatne
Od maja 2010 do 2015 spotykała się z portugalskim piłkarzem Cristiano Ronaldo, którego poznała podczas wspólnej kampanii Armani Exchange. W latach 2015–2019 jej partnerem był aktor Bradley Cooper, z którym ma córkę Leę De Seine (ur. 2017).
Jest zaangażowana w pomoc szpitalowi w swoim rodzinnym mieście, a wraz z siostrą pomogła odbudować tamtejszy oddział dziecięcy. Jest ambasadorką rosyjskiej organizacji dobroczynnej „Pomogi”, która zapewnia opiekę chorym dzieciom; zaangażowana jest w zbiórki pieniędzy na rzecz fundacji.